# Standaardstations van de Nederlandsche Centraal Spoorweg-maatschappij

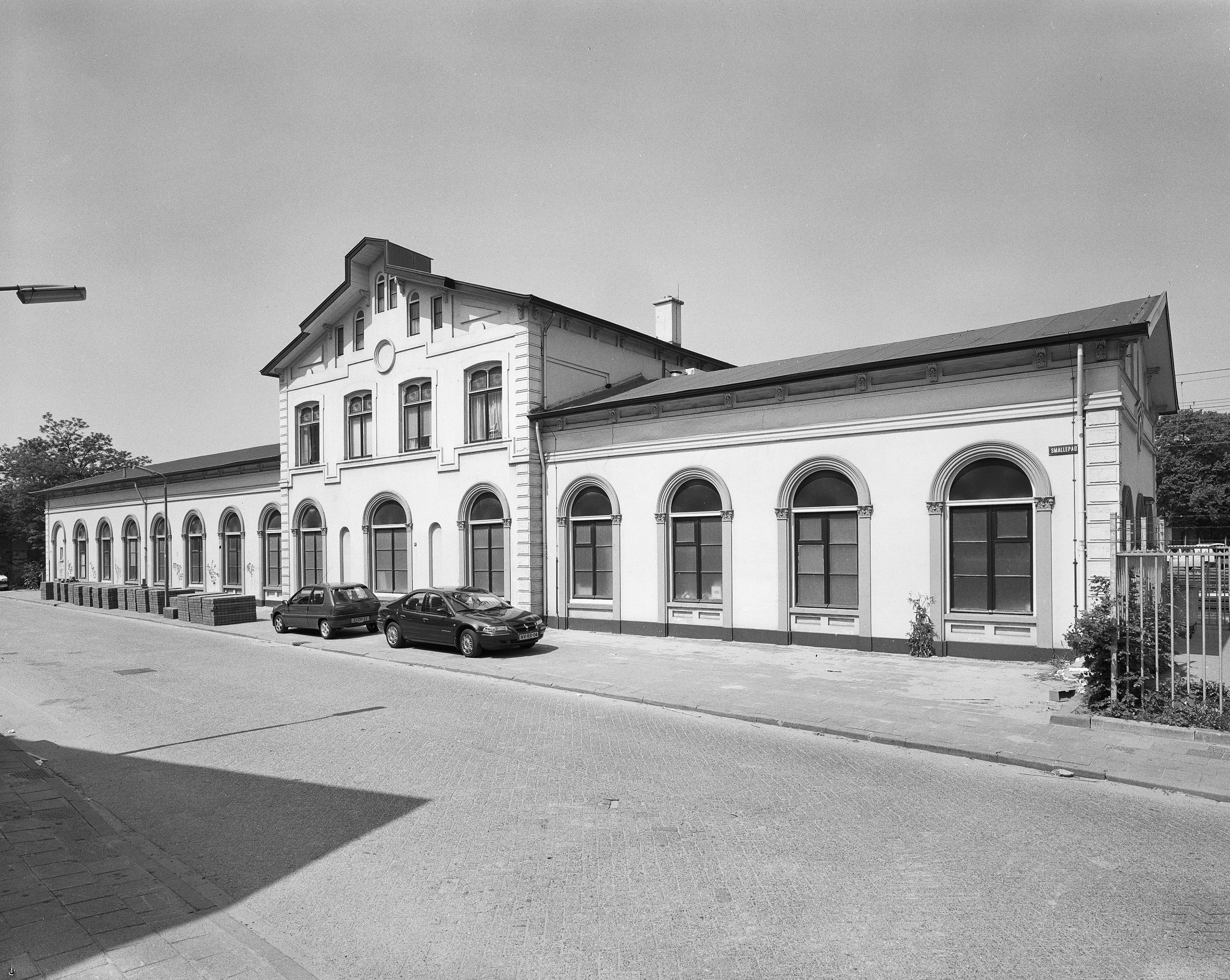
Station Amersfoort NCS

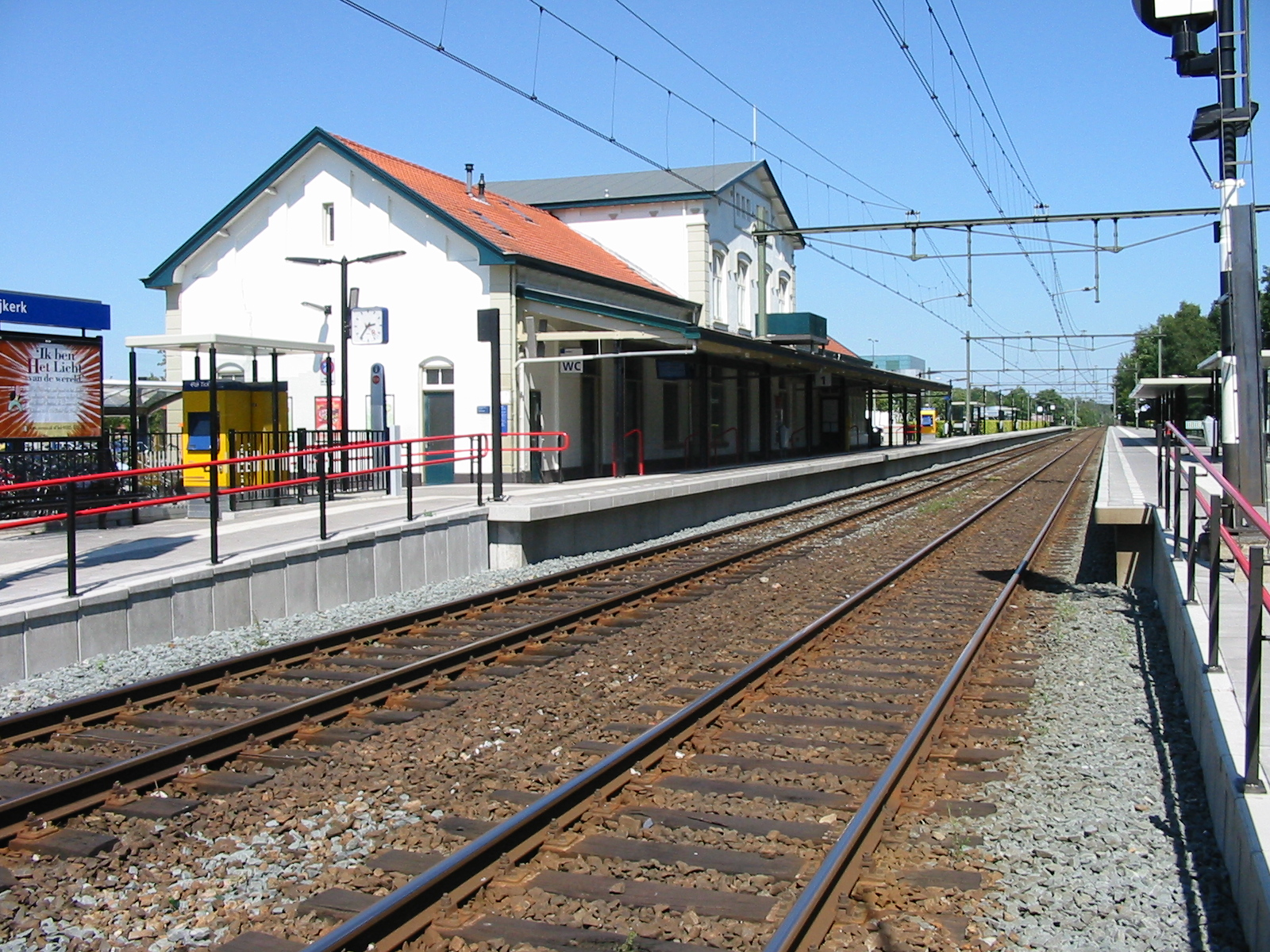
Station Nijkerk

Niet alleen de Staatsspoorwegen (SS), maar ook de Nederlandsche Centraal Spoorweg-maatschappij (NCS) had stationsgebouwen volgens een standaardontwerp. Er waren drie typen, gebouwd in 1865. Van de in totaal drie stations zijn er nog twee aanwezig:
- Type Standaardtype NCS 1e klasse, hiervan zijn er vier gebouwd, nog aanwezig zijn:

station Amersfoort NCS, (1865) en station Nijkerk (1865).
- Type Standaardtype NCS 2e klasse, hiervan zijn er twee gebouwd, beide niet meer aanwezig:
- Type derde klasse, hiervan zijn er drie gebouwd, alle drie niet meer aanwezig:

De architect van deze type stations was Nicolaas Johannes Kamperdijk.